# عمار ديديتش
عمار ديديتش هو لاعب كرة قدم بوسني ولد بتاريخ 18 أغسطس 2002 في تسيل أم زيه.

## مسيرته
بدأ مسيرته في ريد بل سالزبورغ النمساوي ثم تمت إعارته لنادي ليفيرينغ النمساوي واعارته مجددا لنادي وولفسبورغ الألماني وعاد لريد بل سالزبورغ، ومع المنتخبات مثل منتخب البوسنة بكل الفئات السنية والمنتخب الاول كذالك

### أهدافه الدولية
| # | التاريخ      | المكان                                     | المشاركة | الخصم   | الهدف | النتيجة | المسابقة         |
| - | ------------ | ------------------------------------------ | -------- | ------- | ----- | ------- | ---------------- |
| 1 | 23 مارس 2023 | ملعب بيلينو بولي، زينيتسا، البوسنة والهرسك | 4        | آيسلندا | 3–0   | 3–0     | تصفيات يورو 2024 |

## وصلات
عمار ديديتش على موقع الاتحاد الأوربي (الإنجليزية)
- عمار ديديتش على موقع إي إس بي إن إف سي (الإنجليزية)
- عمار ديديتش على موقع قاعدة بيانات كرة القدم.إي يو (الإنجليزية)
- عمار ديديتش على موقع بيانات كرة القدم. دي إي (الألمانية)
- عمار ديديتش على موقع ناشيونال فوتبول تيمز (الإنجليزية)
- عمار ديديتش على موقع Soccerbase.com (لاعب) (الإنجليزية)
- عمار ديديتش على موقع Soccerway.com (الإنجليزية)
- عمار ديديتش على موقع عالم كرة القدم.نت (الإنجليزية)